# Гаврилюк, Надежда Авксентьевна
Наде́жда Авксе́нтьевна Гаврилю́к (укр. Надія Оксентіївна Гаврилюк; род. 28 июля 1951 года, Советская Гавань, Хабаровский край, РСФСР) — советский и украинский археолог, специалист в области скифской археологии и археологической керамологии, доктор исторических наук, старший научный сотрудник Института археологии НАН Украины.

## Биография
Родилась 28 июля 1951 года в городе Советская Гавань Хабаровского края, РСФСР. Окончила исторический факультет Белорусского государственного университета (Минск, 1973) и аспирантуру Института археологии АН УССР по специальности «Археология» (1978).
После окончания университета работала научным сотрудником Николаевского краеведческого музея (1973—1974), старшим лаборантом Юго-Бугской и Запорожской экспедиции Института археологии АН СССР (1974—1975).
После окончания аспирантуры — научный сотрудник Института археологии АН УССР (с 1978).
В 1980 в Институте археологии АН СССР под руководством доктора исторических наук, профессора А. И. Тереножкина защитила кандидатскую диссертацию «Лепная керамика Степной Скифии» (специальность 07.00.06 — археология).
С 1996 года — заведующая Отделом "Полевой комитет" Института археологии НАН Украины.
В 2000 в Институте истории материальной культуры (Санкт-Петербург, Россия) защитила докторскую диссертацию «Степная Скифия VII—IV вв. до н. э. (эколого-экономический аспект)» (специальность 07.00.06 — археология).

## Научная деятельность
Н. А. Гаврилюк — составитель и руководитель авторского коллектива «Словаря-справочника по археологии» (1996), автор керамологических публикаций в периодических изданиях и сборниках, член Национальной экспертной керамологической совета ежегодных Национальных конкурсов публикаций на темы керамологии, гончарства, керамики на Украине «КеГоКе» (с 2007). Основатель (1998) и главный редактор (с 2001) ежегодника «Археологические открытия в Украине». Научный консультант Бахчисарайской археологической экспедиции.

## Труды
Н. А. Гаврилюк — автор более 100 научных трудов, в том числе 5 монографий:
- «Домашнее производство и быт степных скифов» (1989),
- «Позднескифские памятники Нижнего Поднепровья. I. (Новые материалы)» (1991, в соавторстве с Мариной Абикуловой),
- «Пам’ятки скіфів. Археологічна карта Нижньодніпровського регіону» (1992, в соавторстве с Николаем Оленковским),
- «Скотоводство Степной Скифии» (1995),
- «История экономики Степной Скифии» (1999).